# Зандердорф-Брена
Зандердорф-Брена (њем. Sandersdorf-Brehna) град је у њемачкој савезној држави Саксонија-Анхалт. Једно је од 10 општинских средишта округа Анхалт-Битерфелд. Према процјени из 2010. у граду је живјело 15.993 становника. Посједује регионалну шифру (AGS) 15082340.

## Географски и демографски подаци
Зандердорф-Брена се налази у савезној држави Саксонија-Анхалт у округу Анхалт-Битерфелд. Град се налази на надморској висини од 90 метара. Површина општине износи 81,8 km². У самом граду је, према процјени из 2010. године, живјело 15.993 становника. Просјечна густина становништва износи 196 становника/km².